# Copa da Ásia de 2019
A Copa da Ásia de 2019 foi a 17ª edição do torneio máximo de seleções nacionais organizado pela Confederação Asiática de Futebol (AFC). A competição foi realizada nos Emirados Árabes Unidos entre 5 de janeiro a 1 de fevereiro. Foi a segunda vez que o país foi o anfitrião do torneio, desde 1996.
Foi a primeira vez que a competição teve 24 seleções, divididas em 6 grupos de 4 equipes, além do acréscimo da fase de oitavas de final. O formato anterior, utilizado durante as edições de 2004 até 2015, era disputado entre 16 seleções, divididas em 4 grupos de 4 equipes.
Em sua primeira e inédita final, o Qatar foi o mais novo campeão, ao derrotar o Japão por 3–1.

## Candidaturas e escolha da sede
A aprovação dos prazos do processo licitatório para a Copa da Ásia de 2019 foi protocolada em um congresso realizado na cidade de Kuala Lumpur em 28 de novembro de 2012. O início do referido processo ocorreu em 15 de dezembro do mesmo ano, ao qual as confederações regionais poderiam protocolar interesse em sediar o torneio. Em março de 2013, o conselho deliberativo da AFC anunciou que onze países manifestaram interesse em receber a competição: Bahrein, China, Irã, Kuwait, Omã, Arábia Saudita, Tailândia, Emirados Árabes Unidos, Líbano, Malásia e Myanmar, porém os três últimos desistiram do processo de escolha das sedes antes das candidaturas serem oficializadas na data limite de 31 de agosto de 2013.
Com as candidaturas devidamente protocoladas, a AFC organizou nos dias 10 e 11 de setembro de 2013 uma reunião com as entidades interessadas e as possíveis futuras sedes sobre os direitos, deveres, responsabilidades e requisitos que deve cumprir o anfitrião do torneio. Porém, antes da data de acontecimento da reunião, mais dois países desistiram oficialmente de sediar o torneio: China e Bahrein. Em fevereiro de 2014, o Omã também anuncia formalmente sua desistência.
Após todos os trâmites necessários, as candidaturas da Arábia Saudita, dos Emirados Árabes Unidos, do Irã e da Tailândia foram oficializadas pela AFC no dia 30 de maio de 2014. As confederações dos países apresentaram as documentações necessárias exigidas pela AFC e dispuseram totais garantias para a realização do evento. De imediato, as devidas inspeções das instalações e da infraestrutura dispostas por estas quatro nações foram realizadas e, em janeiro de 2015, foi anunciado pelo secretário geral da AFC Dato' Alex Sosay que os únicos candidatos elegíveis são Irã e Emirados Árabes Unidos e que a eleição se realizaria em março de 2015.

### Eleição
A eleição da sede da Copa da Ásia de 2019 foi realizada no dia 9 de março de 2015 na cidade de Manama, capital do Bahrein. Por unanimidade, os Emirados Árabes Unidos foram eleitos como a sede do evento. Durante a escolha, foi levado em conta todas as exigências implicadas pela AFC ao anfitrião, como estádios de grande capacidade, transporte eficiente, infraestrutura pública, uma rede hoteleira capaz de hospedar os turistas, centros de treinamento para as seleções e demais aspectos logísticos e administrativos.
| Candidaturas oficiais  | Candidaturas oficiais             |
| Países                 | Edições organizadas anteriormente |
| ---------------------- | --------------------------------- |
| Arábia Saudita         | Nenhuma                           |
| Emirados Árabes Unidos | 1996                              |
| Irã                    | 1968, 1976                        |
| Tailândia              | 1972                              |

## Qualificação e eliminatórias
O processo de qualificação para a Copa da Ásia definiu todas as 24 seleções participantes do torneio até 27 de março de 2018. Como critério eliminatório inicial, foram consideradas as duas primeiras fases das Eliminatórias Asiáticas para a Copa do Mundo de 2018, sendo a primeira uma fase pré-classificatória com as 12 seleções classificadas com as menores pontuações no Ranking da FIFA, em jogos de ida e volta.
A segunda fase trata-se de uma disputa de grupos com 40 seleções, divididas em 8 grupos de 5 equipes. As seleções realizaram partidas de ida e volta durante o período compreendido entre as datas de 11 de junho de 2015 a 29 de março de 2016. Os primeiros colocados de cada grupo mais os três melhores segundos colocados se classificaram diretamente para a Copa da Ásia de 2019. Os demais segundos colocados, os terceiros colocados de cada grupo mais os 4 melhores quartos colocados se classificaram para uma terceira fase classificatória para o torneio, organizada em 6 grupos de 4 seleções. Os demais 5 quartos colocados e os quintos colocados de cada grupo disputaram uma fase de play-off para garantirem a classificação para a terceira fase classificatória.

## Equipes classificadas
| Equipe                 | Método de classificação                                                                 | Data da classificação  | Número de participações | Última participação | Melhor colocação no torneio (antes de 2019)   |
| ---------------------- | --------------------------------------------------------------------------------------- | ---------------------- | ----------------------- | ------------------- | --------------------------------------------- |
| Emirados Árabes Unidos | Anfitrião                                                                               | 9 de março de 2015     | 10ª                     | 2015                | Vice-campeão (1996)                           |
| Catar                  | 1º colocado do grupo C da segunda fase das Eliminatórias Asiáticas para a Copa do Mundo | 17 de novembro de 2015 | 10ª                     | 2015                | Quartas de final (2000, 2011)                 |
| Coreia do Sul          | 1º colocado do grupo G da segunda fase das Eliminatórias Asiáticas para a Copa do Mundo | 13 de janeiro de 2016  | 14ª                     | 2015                | Campeão (1956, 1960)                          |
| Japão                  | 1º colocado do grupo E da segunda fase das Eliminatórias Asiáticas para a Copa do Mundo | 24 de março de 2016    | 9ª                      | 2015                | Campeão (1992, 2000, 2004, 2011)              |
| Tailândia              | 1º colocado do grupo F da segunda fase das Eliminatórias Asiáticas para a Copa do Mundo | 24 de março de 2016    | 7ª                      | 2007                | Terceiro lugar (1972)                         |
| Arábia Saudita         | 1º colocado do grupo A da segunda fase das Eliminatórias Asiáticas para a Copa do Mundo | 24 de março de 2016    | 10ª                     | 2015                | Campeão (1984, 1988, 1996)                    |
| Austrália              | 1º colocado do grupo B da segunda fase das Eliminatórias Asiáticas para a Copa do Mundo | 29 de março de 2016    | 4ª                      | 2015                | Campeão (2015)                                |
| Uzbequistão            | 1º colocado do grupo H da segunda fase das Eliminatórias Asiáticas para a Copa do Mundo | 29 de março de 2016    | 7ª                      | 2015                | Quarto lugar (2011)                           |
| Irã                    | 1º colocado do grupo D da segunda fase das Eliminatórias Asiáticas para a Copa do Mundo | 29 de março de 2016    | 14ª                     | 2015                | Campeão (1968, 1972, 1976)                    |
| Síria                  | 2º colocado do grupo E da segunda fase das Eliminatórias Asiáticas para a Copa do Mundo | 29 de março de 2016    | 6ª                      | 2011                | Fase de grupos (1980, 1984, 1988, 1996, 2011) |
| Iraque                 | 2º colocado do grupo F da segunda fase das Eliminatórias Asiáticas para a Copa do Mundo | 29 de março de 2016    | 9ª                      | 2015                | Campeão (2007)                                |
| China                  | 2º colocado do grupo C da segunda fase das Eliminatórias Asiáticas para a Copa do Mundo | 29 de março de 2016    | 12ª                     | 2015                | Vice-campeão (1984, 2004)                     |
| Palestina              | 2º colocado do grupo D da terceira fase classificatória para a Copa da Ásia de 2019     | 10 de outubro de 2017  | 2ª                      | 2015                | Fase de grupos (2015)                         |
| Omã                    | 1º colocado do grupo D da terceira fase classificatória para a Copa da Ásia de 2019     | 10 de outubro de 2017  | 4ª                      | 2015                | Fase de grupos (2004, 2007, 2015)             |
| Índia                  | 1º colocado do grupo A da terceira fase classificatória para a Copa da Ásia de 2019     | 11 de outubro de 2017  | 4ª                      | 2011                | Vice-campeão (1964)                           |
| Líbano                 | 1º colocado do grupo B da terceira fase classificatória para a Copa da Ásia de 2019     | 10 de novembro 2017    | 2ª                      | 2000                | Fase de grupos (2000)                         |
| Turcomenistão          | 2º colocado do grupo E da terceira fase classificatória para a Copa da Ásia de 2019     | 14 de novembro 2017    | 2ª                      | 2004                | Fase de grupos (2004)                         |
| Jordânia               | 1º colocado do grupo C da terceira fase classificatória para a Copa da Ásia de 2019     | 14 de novembro 2017    | 4ª                      | 2015                | Quartas de final (2004, 2011)                 |
| Bahrein                | 1º colocado do grupo E da terceira fase classificatória para a Copa da Ásia de 2019     | 14 de novembro 2017    | 6ª                      | 2015                | Quarto lugar (2004)                           |
| Vietnã                 | 2º colocado do grupo C da terceira fase classificatória para a Copa da Ásia de 2019     | 14 de novembro 2017    | 4ª                      | 2007                | Quarto lugar (19561, 19601)                   |
| Filipinas              | 1º colocado do grupo F da terceira fase classificatória para a Copa da Ásia de 2019     | 27 de março de 2018    | 1ª                      | Nenhuma             | Estreante                                     |
| Quirguistão            | 2º colocado do grupo A da terceira fase classificatória para a Copa da Ásia de 2019     | 22 de março de 2018    | 1ª                      | Nenhuma             | Estreante                                     |
| Coreia do Norte        | 2º colocado do grupo B da terceira fase classificatória para a Copa da Ásia de 2019     | 27 de março de 2018    | 5ª                      | 2015                | Quarto Lugar (1980)                           |
| Iêmen                  | 2º colocado do grupo F da terceira fase classificatória para a Copa da Ásia de 2019     | 27 de março de 2018    | 1ª                      | Nenhuma             | Estreante                                     |

1 Participações como Vietname do Sul

## Sedes
Os seguintes estádios receberam as partidas da competição:
| Abu Dhabi                             | Abu Dhabi                           | Abu Dhabi                        |
| ------------------------------------- | ----------------------------------- | -------------------------------- |
| Estádio Xeique Zayed                  | Estádio Mohammed Bin Zayed          | Estádio Al-Nahyan                |
| Capacidade: 43,000 (em expansão)      | Capacidade: 42,056 (em expansão)    | Capacidade: 12,000 (em expansão) |
|                                       |                                     |                                  |
| Dubai                                 | Abu Dhabi Xarja Dubai Al Ain        | Abu Dhabi Xarja Dubai Al Ain     |
| Estádio Maktoum bin Rashid Al Maktoum | Abu Dhabi Xarja Dubai Al Ain        | Abu Dhabi Xarja Dubai Al Ain     |
| Capacidade: 12,000 (em expansão)      | Abu Dhabi Xarja Dubai Al Ain        | Abu Dhabi Xarja Dubai Al Ain     |
|                                       | Abu Dhabi Xarja Dubai Al Ain        | Abu Dhabi Xarja Dubai Al Ain     |
| Dubai                                 | Abu Dhabi Xarja Dubai Al Ain        | Abu Dhabi Xarja Dubai Al Ain     |
| Estádio Al-Maktoum                    | Abu Dhabi Xarja Dubai Al Ain        | Abu Dhabi Xarja Dubai Al Ain     |
| Capacidade: 12,000 (em expansão)      | Abu Dhabi Xarja Dubai Al Ain        | Abu Dhabi Xarja Dubai Al Ain     |
|                                       | Abu Dhabi Xarja Dubai Al Ain        | Abu Dhabi Xarja Dubai Al Ain     |
| Al Ain                                | Al Ain                              | Xarja                            |
| Estádio Hazza bin Zayed               | Estádio Internacional Xeque Khalifa | Estádio Sharjah                  |
| Capacidade: 25,965 (em expansão)      | Capacidade: 16,000 (em expansão)    | Capacidade: 11,073 (em expansão) |
|                                       |                                     |                                  |

## Arbitragem
Em 5 de dezembro de 2018 a AFC anunciou a lista dos 30 árbitros, 30 assistentes, dois árbitros reservas e dois assistentes reservas, incluindo um árbitro e dois assistentes da CONCACAF. O Árbitro assistente de vídeo (VAR) será utilizado a partir das quartas de final.
Árbitros
| - Chris Beath - Peter Green - Nawaf Shukralla - Fu Ming - Ma Ning - Liu Kwok Man | - Alireza Faghani - Ali Sabah - Mohanad Qasim - Jumpei Iida - Hiroyuki Kimura - Ryuji Sato | - Ahmed Al-Ali - Adham Makhadmeh - Kim Dong-jin - Ko Hyung-jin - Mohd Amirul Izwan Yaacob - César Arturo Ramos | - Ahmed Al-Kaf - Abdulrahman Al-Jassim - Khamis Al-Kuwari - Khamis Al-Marri - Turki Al-Khudhayr - Muhammad Taqi | - Hettikamkanamge Perera - Ammar Al-Jeneibi - Mohammed Abdulla Hassan Mohamed - Ravshan Irmatov - Valentin Kovalenko - Ilgiz Tantashev |

Árbitros assistentes
| - Matthew Cream - Anton Shchetinin - Mohamed Salman - Yaser Tulefat - Cao Yi - Huo Weiming | - Mohammadreza Mansouri - Reza Sokhandan - Jun Mihara - Hiroshi Yamauchi - Mohammad Al-Kalaf - Ahmad Al-Roalle | - Park Sang-jun - Yoon Kwang-yeol - Sergei Grishchenko - Mohd Yusri Muhamad - Mohamad Zainal Abidin - Miguel Hernández | - Alberto Morín - Abu Bakar Al-Amri - Rashid Al-Ghaithi - Saud Al-Maqaleh - Taleb Al-Marri - Mohammed Al-Abakry | - Ronnie Koh Min Kiat - Palitha Hemathunga - Mohamed Al-Hammadi - Hasan Al-Mahri - Abdukhamidullo Rasulov - Jakhongir Saidov |

Árbitros reservas
| - Nivon Robesh Gamini | - Hanna Hattab |

Árbitros assistentes reservas
| - Ali Ubaydee | - Priyanga Palliya Guruge |

## Sorteios

### Evento
O sorteio foi realizado em 4 de maio de 2018 no Armani Hotel Dubai, às 19:30 (UTC+4), horário oficial dos Emirados Árabes Unidos. O evento foi aberto com uma apresentação de dança intitulada Welcome Asia, apresentada por 12 dançarinos de diferentes etnias asiáticas. Logo depois, um vídeo foi apresentado relembrando todas as edições da Copa da Ásia e apresentando uma foto da composição das seleções campeãs à época. Um pouco mais a frente, um outro vídeo semelhante foi apresentado, porém com as seleções participantes da atual edição do torneio. No evento também foram apresentados o logotipo e os mascotes oficiais da competição (Mansour e Jarrah), além da bola oficial produzida pela empresa japonesa Molten Corporation que será utilizada na competição. O evento foi apresentado por John Dykes, apresentador do canal de TV por assinatura Fox Sports Asia.

### Execução do sorteio
As 24 seleções foram separadas em 4 potes de 6 equipes. O agrupamento respeita as devidas regras: 
No pote 1, encontram-se 6 seleções: uma que é a seleção anfitriã e as outras 5 seleções asiáticas que classificaram-se para a Copa do Mundo FIFA de 2018;
No pote 2 encontram-se as seleções que avançaram para a terceira fase classificatória para a Copa do Mundo FIFA de 2018;
Nos potes 3 e 4 encontram-se as seleções classificadas para a competição por meio da terceira fase classificatória para a Copa da Ásia de 2019.
A ordem das equipes nos respectivos potes foi estabelecida de acordo com o Ranking da FIFA de abril de 2018, conforme tabela abaixo.
| Pote 1 (cabeças de chave)                                                                                        | Pote 2                                                                         | Pote 3                                                                       | Pote 4                                                                                             |
| --- | ------------------------------------------------------------------------------ | ---------------------------------------------------------------------------- | -------------------------------------------------------------------------------------------------- |
| Emirados Árabes Unidos (81, anfitrião) Irã (36) Austrália (40) Japão (60) Coreia do Sul (61) Arábia Saudita (70) | China (73) Síria (76) Uzbequistão (88) Iraque (88) Catar (101) Tailândia (122) | Quirguistão (75) Líbano (82) Palestina (83) Omã (87) Índia (97) Vietnã (103) | Coreia do Norte (112) Filipinas (113) Bahrein (116) Jordânia (117) Iêmen (125) Turcomenistão (129) |

O sorteio foi executado respeitando a ordem decrescente em relação ao número do pote. As posições nos grupos eram pré-determinadas de acordo com a ordem em que sorteava-se as seleções. Na pática, o sorteio foi iniciado primeiramente pelo pote 4, na qual a primeira seleção sorteada seria alocada no grupo A, na posição A4, respectivamente até o último sorteado do pote ser determinado como F4. O processo foi repetido em todos os potes até determinar todos os grupos e chaveamentos.
Quatro pessoas ficaram responsáveis por cada pote: foram designados para tal tarefa Phil Younghusband, jogador da seleção filipina, responsável pelo pote 4; Sunil Chhetri, jogador e capitão da seleção indiana, responsável pelo pote 3; Sun Jihai, ex-futebolista chinês, responsável pelo pote 2; e Ali Daei, ex-futebolista iraniano, responsável pelo pote 1.

## Fase de grupos
As equipes classificadas nas eliminatórias foram divididas em seis grupos (A à F), nos quais quatro equipes se enfrentarão em apenas um jogo. As duas melhores equipes de cada grupo, avançam para as oitavas de final, juntamente com as 4 melhores terceiras colocadas.
|  | Equipes classificadas para as oitavas de final          |
|  | Equipes classificadas como melhores terceiras colocadas |
|  | Equipes eliminadas                                      |

Todas as partidas seguem o fuso horário dos Emirados Árabes Unidos (UTC+4).

### Grupo A
| Pos. | Seleção                | Pts | J | V | E | D | GP | GC | SG |
| ---- | ---------------------- | --- | - | - | - | - | -- | -- | -- |
| 1    | Emirados Árabes Unidos | 5   | 3 | 1 | 2 | 0 | 4  | 2  | +2 |
| 2    | Tailândia              | 4   | 3 | 1 | 1 | 1 | 3  | 5  | –2 |
| 3    | Bahrein                | 4   | 3 | 1 | 1 | 1 | 2  | 2  | 0  |
| 4    | Índia                  | 3   | 3 | 1 | 0 | 2 | 4  | 4  | 0  |

| 5 de janeiro | Emirados Árabes Unidos | 1 – 1     | Bahrein        | Estádio Xeique Zayed, Abu Dhabi              |
| 20:00        | Khalil 88' (pen)       | Relatório | Al Romaihi 78' | Público: 33 878 Árbitro: JOR Adham Makhadmeh |

| 6 de janeiro | Tailândia    | 1 – 4     | Índia                                               | Estádio Al-Nahyan, Abu Dhabi             |
| 17:30        | Teerasil 33' | Relatório | Chhetri 27' (pen), 46' · Thapa 68' · Lalpekhlua 80' | Público: 3 250 Árbitro: HKG Liu Kwok Man |

| 10 de janeiro | Bahrein | 0 – 1     | Tailândia     | Estádio Al-Maktoum, Dubai               |
| 15:00         |         | Relatório | Chanathip 58' | Público: 2 720 Árbitro: AUS Chris Beath |

| 10 de janeiro | Índia | 0 – 2     | Emirados Árabes Unidos            | Estádio Xeique Zayed, Abu Dhabi                 |
| 20:00         |       | Relatório | Khalf. Mubarak 41' · Mabkhout 88' | Público: 43 206 Árbitro: MEX César Arturo Ramos |

| 14 de janeiro | Emirados Árabes Unidos | 1 – 1     | Tailândia    | Estádio Hazza bin Zayed, Al Ain         |
| 20:00         | Mabkhout 7'            | Relatório | Thitipan 41' | Público: 17 809 Árbitro: JPN Ryuji Sato |

| 14 de janeiro | Índia | 0 – 1     | Bahrein            | Estádio Sharjah, Xarja                       |
| 20:00         |       | Relatório | Rashid 90+1' (pen) | Público: 11 417 Árbitro: UZB Ilgiz Tantashev |

### Grupo B
| Pos. | Seleção   | Pts | J | V | E | D | GP | GC | SG |
| ---- | --------- | --- | - | - | - | - | -- | -- | -- |
| 1    | Jordânia  | 7   | 3 | 2 | 1 | 0 | 3  | 0  | +3 |
| 2    | Austrália | 6   | 3 | 2 | 0 | 1 | 6  | 3  | +3 |
| 3    | Palestina | 2   | 3 | 0 | 2 | 1 | 0  | 3  | –3 |
| 4    | Síria     | 1   | 3 | 0 | 1 | 2 | 2  | 5  | –3 |

| 6 de janeiro | Austrália | 0 – 1     | Jordânia   | Estádio Hazza bin Zayed, Al Ain          |
| 15:00        |           | Relatório | Yaseen 26' | Público: 4 934 Árbitro: OMA Ahmed Al-Kaf |

| 6 de janeiro | Síria | 0 – 0     | Palestina | Estádio Sharjah, Xarja                      |
| 20:00        |       | Relatório |           | Público: 8 471 Árbitro: UZB Ravshan Irmatov |

| 10 de janeiro | Jordânia                     | 2 – 0     | Síria | Estádio Internacional Xeque Khalifa, Al Ain |
| 17:30         | Al-Taamari 26' · Khattab 43' | Relatório |       | Público: 9 152 Árbitro: KOR Kim Dong-jin    |

| 11 de janeiro | Palestina | 0 – 3     | Austrália                              | Estádio Maktoum bin Rashid Al Maktoum, Dubai    |
| 15:00         |           | Relatório | Maclaren 18' · Mabil 20' · Giannou 90' | Público: 11 915 Árbitro: UZB Valentin Kovalenko |

| 15 de janeiro | Austrália                                | 3 – 2     | Síria                            | Estádio Internacional Xeque Khalifa, Al Ain     |
| 17:30         | Mabil 41' · Ikonomidis 54' · Rogic 90+3' | Relatório | Kharbin 43' · Al Somah 80' (pen) | Público: 10 492 Árbitro: MEX César Arturo Ramos |

| 15 de janeiro | Palestina | 0 – 0     | Jordânia | Estádio Mohammed Bin Zayed, Abu Dhabi      |
| 17:30         |           | Relatório |          | Público: 20 843 Árbitro: IRQ Mohanad Qasim |

### Grupo C
| Pos. | Seleção       | Pts | J | V | E | D | GP | GC | SG |
| ---- | ------------- | --- | - | - | - | - | -- | -- | -- |
| 1    | Coreia do Sul | 9   | 3 | 3 | 0 | 0 | 4  | 0  | +4 |
| 2    | China         | 6   | 3 | 2 | 0 | 1 | 5  | 3  | +2 |
| 3    | Quirguistão   | 3   | 3 | 1 | 0 | 2 | 4  | 4  | 0  |
| 4    | Filipinas     | 0   | 3 | 0 | 0 | 3 | 1  | 7  | –6 |

| 7 de janeiro | China                             | 2 – 1     | Quirguistão  | Estádio Internacional Xeque Khalifa, Al Ain                 |
| 15:00        | Matiash 50' (g.c.) · Yu Dabao 78' | Relatório | Israilov 42' | Público: 1 839 Árbitro: UAE Mohammed Abdulla Hassan Mohamed |

| 7 de janeiro | Coreia do Sul   | 1 – 0     | Filipinas | Estádio Al-Maktoum, Dubai                   |
| 17:30        | Hwang Ui-jo 67' | Relatório |           | Público: 3 185 Árbitro: BHR Nawaf Shukralla |

| 11 de janeiro | Filipinas | 0 – 3     | China                          | Estádio Mohammed Bin Zayed, Abu Dhabi        |
| 17:30         |           | Relatório | Wu Lei 40', 66' · Yu Dabao 80' | Público: 16 013 Árbitro: JPN Hiroyuki Kimura |

| 11 de janeiro | Quirguistão | 0 – 1     | Coreia do Sul   | Estádio Hazza bin Zayed, Al Ain             |
| 20:00         |             | Relatório | Kim Min-jae 41' | Público: 4 893 Árbitro: QAT Khamis Al-Marri |

| 16 de janeiro | Coreia do Sul                           | 2 – 0     | China | Estádio Al-Nahyan, Abu Dhabi                       |
| 17:30         | Hwang Ui-jo 14' (pen) · Kim Min-jae 51' | Relatório |       | Público: 13 579 Árbitro: QAT Abdulrahman Al-Jassim |

| 16 de janeiro | Quirguistão       | 3 – 1     | Filipinas   | Estádio Maktoum bin Rashid Al Maktoum, Dubai  |
| 17:30         | Lux 24', 51', 77' | Relatório | Schröck 80' | Público: 4 217 Árbitro: KSA Turki Al-Khudhayr |

### Grupo D
| Pos. | Seleção | Pts | J | V | E | D | GP | GC | SG  |
| ---- | ------- | --- | - | - | - | - | -- | -- | --- |
| 1    | Irã     | 7   | 3 | 2 | 1 | 0 | 7  | 0  | +7  |
| 2    | Iraque  | 7   | 3 | 2 | 1 | 0 | 6  | 2  | +4  |
| 3    | Vietnã  | 3   | 3 | 1 | 0 | 2 | 4  | 5  | –1  |
| 4    | Iêmen   | 0   | 3 | 0 | 0 | 3 | 0  | 10 | –10 |

| 7 de janeiro | Irã                                                      | 5 – 0     | Iêmen | Estádio Mohammed Bin Zayed, Abu Dhabi  |
| 20:00        | Taremi 12', 25' · Dejagah 23' · Azmoun 53' · Ghoddos 78' | Relatório |       | Público: 5 301 Árbitro: JPN Ryuji Sato |

| 8 de janeiro | Iraque                             | 3 – 2     | Vietnã                                   | Estádio Xeique Zayed, Abu Dhabi                   |
| 17:30        | M. Ali 35' · Tariq 60' · Adnan 90' | Relatório | Faez 24' (g.c.) · Nguyễn Công Phượng 42' | Público: 4 779 Árbitro: QAT Abdulrahman Al-Jassim |

| 12 de janeiro | Vietnã | 0 – 2     | Irã             | Estádio Al-Nahyan, Abu Dhabi               |
| 15:00         |        | Relatório | Azmoun 38', 69' | Público: 10 841 Árbitro: SIN Muhammad Taqi |

| 12 de janeiro | Iêmen | 0 – 3     | Iraque                               | Estádio Sharjah, Xarja              |
| 17:30         |       | Relatório | M. Ali 11' · Resan 19' · Abbas 90+1' | Público: 9 757 Árbitro: CHN Fu Ming |

| 16 de janeiro | Vietnã                                        | 2 – 0     | Iêmen | Estádio Hazza bin Zayed, Al Ain          |
| 20:00         | Nguyễn Quang Hải 38' · Quế Ngọc Hải 64' (pen) | Relatório |       | Público: 8 237 Árbitro: OMA Ahmed Al-Kaf |

| 16 de janeiro | Irã | 0 – 0     | Iraque | Estádio Al-Maktoum, Dubai                    |
| 20:00         |     | Relatório |        | Público: 15 038 Árbitro: UZB Ravshan Irmatov |

### Grupo E
| Pos. | Seleção         | Pts | J | V | E | D | GP | GC | SG  |
| ---- | --------------- | --- | - | - | - | - | -- | -- | --- |
| 1    | Catar           | 9   | 3 | 3 | 0 | 0 | 10 | 0  | +10 |
| 2    | Arábia Saudita  | 6   | 3 | 2 | 0 | 1 | 6  | 2  | +4  |
| 3    | Líbano          | 3   | 3 | 1 | 0 | 2 | 4  | 5  | –1  |
| 4    | Coreia do Norte | 0   | 3 | 0 | 0 | 3 | 1  | 14 | –13 |

| 8 de janeiro | Arábia Saudita                                                | 4 – 0     | Coreia do Norte | Estádio Maktoum bin Rashid Al Maktoum, Dubai |
| 20:00        | Bahebri 28' · Al-Fatil 37' · Al-Dawsari 70' · Al-Muwallad 87' | Relatório |                 | Público: 5 075 Árbitro: AUS Peter Green      |

| 9 de janeiro | Catar                 | 2 – 0     | Líbano | Estádio Hazza bin Zayed, Al Ain     |
| 20:00        | Al-Rawi 65' · Ali 79' | Relatório |        | Público: 7 847 Árbitro: CHN Ma Ning |

| 12 de janeiro | Líbano | 0 – 2     | Arábia Saudita                   | Estádio Al-Maktoum, Dubai              |
| 20:00         |        | Relatório | Al-Muwallad 12' · Al-Mogahwi 67' | Público: 13 792 Árbitro: IRQ Ali Sabah |

| 13 de janeiro | Coreia do Norte | 0 – 6     | Catar                                               | Estádio Internacional Xeque Khalifa, Al Ain      |
| 15:00         |                 | Relatório | Ali 9', 11', 55', 60' · Khoukhi 43' · A. Hassan 68' | Público: 452 Árbitro: SRI Hettikamkanamge Perera |

| 17 de janeiro | Arábia Saudita | 0 – 2     | Catar          | Estádio Xeique Zayed, Abu Dhabi           |
| 20:00         |                | Relatório | Ali 45+1', 80' | Público: 16 067 Árbitro: KOR Kim Dong-jin |

| 17 de janeiro | Líbano                                                 | 4 – 1     | Coreia do Norte    | Estádio Sharjah, Xarja                  |
| 20:00         | F. Melki 27' · El-Helwe 65', 90+8' · Maatouk 80' (pen) | Relatório | Pak Kwang-ryong 9' | Público: 4 332 Árbitro: AUS Chris Beath |

### Grupo F
| Pos. | Seleção       | Pts | J | V | E | D | GP | GC | SG |
| ---- | ------------- | --- | - | - | - | - | -- | -- | -- |
| 1    | Japão         | 9   | 3 | 3 | 0 | 0 | 6  | 3  | +3 |
| 2    | Uzbequistão   | 6   | 3 | 2 | 0 | 1 | 7  | 3  | +4 |
| 3    | Omã           | 3   | 3 | 1 | 0 | 2 | 4  | 4  | 0  |
| 4    | Turcomenistão | 0   | 3 | 0 | 0 | 3 | 3  | 10 | –7 |

| 9 de janeiro | Japão                     | 3 – 2     | Turcomenistão                  | Estádio Al-Nahyan, Abu Dhabi                |
| 15:00        | Osako 56', 60' · Doan 71' | Relatório | Amanow 26' · Atayev 79' (pen.) | Público: 5 725 Árbitro: IRN Alireza Faghani |

| 9 de janeiro | Uzbequistão                  | 2 – 1     | Omã                 | Estádio Sharjah, Xarja                   |
| 17:30        | Ahmedov 34' · Shomurodov 85' | Relatório | Mu. Al-Ghassani 72' | Público: 9 424 Árbitro: KOR Ko Hyung-jin |

| 13 de janeiro | Omã | 0 – 1     | Japão               | Estádio Xeique Zayed, Abu Dhabi                       |
| 17:30         |     | Relatório | Haraguchi 28' (pen) | Público: 12 110 Árbitro: MAS Mohd Amirul Izwan Yaacob |

| 13 de janeiro | Turcomenistão | 0 – 4     | Uzbequistão                                        | Estádio Maktoum bin Rashid Al Maktoum, Dubai |
| 20:00         |               | Relatório | Sidikov 17' · Shomurodov 24', 42' · Masharipov 40' | Público: 4 354 Árbitro: UAE Ammar Al-Jeneibi |

| 17 de janeiro | Omã                                                   | 3 – 1     | Turcomenistão    | Estádio Mohammed Bin Zayed, Abu Dhabi       |
| 17:30         | Mubarak 20' · Mu. Al-Ghassani 84' · Al-Musalani 90+3' | Relatório | Annadurdyýew 41' | Público: 8 338 Árbitro: BHR Nawaf Shukralla |

| 17 de janeiro | Japão                   | 2 – 1     | Uzbequistão    | Estádio Xeique Zayed, Al Ain                                |
| 17:30         | Muto 43' · Shiotani 58' | Relatório | Shomurodov 40' | Público: 7 005 Árbitro: UAE Mohammed Abdulla Hassan Mohamed |

### Melhores terceiros colocados
| Pos. | Seleção     | Pts | J | V | E | D | GP | GC | SG | Gr. |
| ---- | ----------- | --- | - | - | - | - | -- | -- | -- | --- |
| 1    | Bahrein     | 4   | 3 | 1 | 1 | 1 | 2  | 2  | 0  | A   |
| 2    | Quirguistão | 3   | 3 | 1 | 0 | 2 | 4  | 4  | 0  | C   |
| 3    | Omã         | 3   | 3 | 1 | 0 | 2 | 4  | 4  | 0  | F   |
| 4    | Vietnã      | 3   | 3 | 1 | 0 | 2 | 4  | 5  | –1 | D   |
| 5    | Líbano      | 3   | 3 | 1 | 0 | 2 | 4  | 5  | –1 | E   |
| 6    | Palestina   | 2   | 3 | 0 | 2 | 1 | 0  | 3  | –3 | B   |

## Fase final
|  | Oitavas de final             | Oitavas de final          |                            |       | Quartas de final | Quartas de final |  |  | Semifinais | Semifinais |  |  | Final | Final |
|  |                              |                           |                            |       |                  |                  |  |  |            |            |  |  |       |       |
|  | 20 de janeiro – Al Ain       |                           |                            |       |                  |                  |  |  |            |            |  |  |       |       |
|  |                              |                           |                            |       |                  |                  |  |  |            |            |  |  |       |       |
|  | Tailândia                    | 1                         |                            |       |                  |                  |  |  |            |            |  |  |       |       |
|  | Tailândia                    | 1                         | 24 de janeiro – Abu Dhabi  |       |                  |                  |  |  |            |            |  |  |       |       |
|  | China                        | 2                         |                            |       |                  |                  |  |  |            |            |  |  |       |       |
|  | China                        | 2                         | China                      | 0     |                  |                  |  |  |            |            |  |  |       |       |
|  | 20 de janeiro – Abu Dhabi    |                           | China                      | 0     |                  |                  |  |  |            |            |  |  |       |       |
|  |                              | Irã                       | 3                          |       |                  |                  |  |  |            |            |  |  |       |       |
|  | Irã                          | Irã                       | 3                          | 2     |                  |                  |  |  |            |            |  |  |       |       |
|  | Irã                          |                           | 28 de janeiro – Al Ain     | 2     |                  |                  |  |  |            |            |  |  |       |       |
|  | Omã                          | 0                         |                            |       |                  |                  |  |  |            |            |  |  |       |       |
|  | Omã                          | 0                         | Irã                        | 0     |                  |                  |  |  |            |            |  |  |       |       |
|  | 20 de janeiro – Dubai        |                           | Irã                        | 0     |                  |                  |  |  |            |            |  |  |       |       |
|  |                              | Japão                     | 3                          |       |                  |                  |  |  |            |            |  |  |       |       |
|  | Jordânia                     | Japão                     | 3                          | 1 (2) |                  |                  |  |  |            |            |  |  |       |       |
|  | Jordânia                     | 24 de janeiro – Dubai     |                            | 1 (2) |                  |                  |  |  |            |            |  |  |       |       |
|  | Vietnã (pen)                 | 1 (4)                     |                            |       |                  |                  |  |  |            |            |  |  |       |       |
|  | Vietnã (pen)                 | 1 (4)                     | Vietnã                     | 0     |                  |                  |  |  |            |            |  |  |       |       |
|  | 21 de janeiro – Sharjah      |                           | Vietnã                     | 0     |                  |                  |  |  |            |            |  |  |       |       |
|  |                              | Japão                     | 1                          |       |                  |                  |  |  |            |            |  |  |       |       |
|  | Japão                        | Japão                     | 1                          | 1     |                  |                  |  |  |            |            |  |  |       |       |
|  | Japão                        |                           | 1 de fevereiro – Abu Dhabi | 1     |                  |                  |  |  |            |            |  |  |       |       |
|  | Arábia Saudita               | 0                         |                            |       |                  |                  |  |  |            |            |  |  |       |       |
|  | Arábia Saudita               | 0                         | Japão                      | 1     |                  |                  |  |  |            |            |  |  |       |       |
|  | 22 de janeiro – Dubai        |                           | Japão                      | 1     |                  |                  |  |  |            |            |  |  |       |       |
|  |                              | Catar                     | 3                          |       |                  |                  |  |  |            |            |  |  |       |       |
|  | Coreia do Sul (pro)          | Catar                     | 3                          | 2     |                  |                  |  |  |            |            |  |  |       |       |
|  | Coreia do Sul (pro)          | 25 de janeiro – Abu Dhabi |                            | 2     |                  |                  |  |  |            |            |  |  |       |       |
|  | Bahrein                      | 1                         |                            |       |                  |                  |  |  |            |            |  |  |       |       |
|  | Bahrein                      | 1                         | Coreia do Sul              | 0     |                  |                  |  |  |            |            |  |  |       |       |
|  | 22 de janeiro – Abu Dhabi    |                           | Coreia do Sul              | 0     |                  |                  |  |  |            |            |  |  |       |       |
|  |                              | Catar                     | 1                          |       |                  |                  |  |  |            |            |  |  |       |       |
|  | Catar                        | Catar                     | 1                          | 1     |                  |                  |  |  |            |            |  |  |       |       |
|  | Catar                        |                           | 29 de janeiro – Abu Dhabi  | 1     |                  |                  |  |  |            |            |  |  |       |       |
|  | Iraque                       | 0                         |                            |       |                  |                  |  |  |            |            |  |  |       |       |
|  | Iraque                       | 0                         | Catar                      | 4     |                  |                  |  |  |            |            |  |  |       |       |
|  | 21 de janeiro – Abu Dhabi    |                           | Catar                      | 4     |                  |                  |  |  |            |            |  |  |       |       |
|  |                              | Emirados Árabes Unidos    | 0                          |       |                  |                  |  |  |            |            |  |  |       |       |
|  | Emirados Árabes Unidos (pro) | Emirados Árabes Unidos    | 0                          | 3     |                  |                  |  |  |            |            |  |  |       |       |
|  | Emirados Árabes Unidos (pro) | 25 de janeiro – Al Ain    |                            | 3     |                  |                  |  |  |            |            |  |  |       |       |
|  | Quirguistão                  | 2                         |                            |       |                  |                  |  |  |            |            |  |  |       |       |
|  | Quirguistão                  | 2                         | Emirados Árabes Unidos     | 1     |                  |                  |  |  |            |            |  |  |       |       |
|  | 21 de janeiro – Al Ain       |                           | Emirados Árabes Unidos     | 1     |                  |                  |  |  |            |            |  |  |       |       |
|  |                              | Austrália                 | 0                          |       |                  |                  |  |  |            |            |  |  |       |       |
|  | Austrália (pen)              | Austrália                 | 0                          | 0 (4) |                  |                  |  |  |            |            |  |  |       |       |
|  | Austrália (pen)              |                           |                            | 0 (4) |                  |                  |  |  |            |            |  |  |       |       |
|  | Uzbequistão                  | 0 (2)                     |                            |       |                  |                  |  |  |            |            |  |  |       |       |
|  | Uzbequistão                  | 0 (2)                     |                            |       |                  |                  |  |  |            |            |  |  |       |       |

### Oitavas de final
| 20 de janeiro | Jordânia         | 1 – 1 (pro) | Vietnã                 | Estádio Al-Maktoum, Dubai                    |
| 15:00         | Abdel-Rahman 39' | Relatório   | Nguyễn Công Phượng 51' | Público: 14 205 Árbitro: IRN Alireza Faghani |

|                                 |       | Penalidades                                                                 |  |
| Abdel-Rahman Faisal Samir Ersan | 2 – 4 | Quế Ngọc Hải Đỗ Hùng Dũng Lương Xuân Trường Trần Minh Vương Bùi Tiến Dũng I |  |

| 20 de janeiro | Tailândia    | 1 – 2     | China                            | Estádio Hazza bin Zayed, Al Ain                             |
| 18:00         | Supachai 31' | Relatório | Xiao Zhi 67' · Gao Lin 71' (pen) | Público: 8 026 Árbitro: UAE Mohammed Abdulla Hassan Mohamed |

| 20 de janeiro | Irã                                 | 2 – 0     | Omã | Estádio Mohammed Bin Zayed, Abu Dhabi           |
| 21:00         | Jahanbakhsh 32' · Dejagah 41' (pen) | Relatório |     | Público: 31 945 Árbitro: MEX César Arturo Ramos |

| 21 de janeiro | Japão        | 1 – 0     | Arábia Saudita | Estádio Sharjah, Xarja                      |
| 15:00         | Tomiyasu 20' | Relatório |                | Público: 6 832 Árbitro: UZB Ravshan Irmatov |

| 21 de janeiro | Austrália | 0 – 0 (pro) | Uzbequistão | Estádio Internacional Xeque Khalifa, Al Ain       |
| 18:00         |           | Relatório   |             | Público: 6 809 Árbitro: QAT Abdulrahman Al-Jassim |

|                                      |       | Penalidades                             |  |
| Milligan Behich Kruse Giannou Leckie | 4 – 2 | Shukurov Tukhtakhodjaev Alibaev Bikmaev |  |

| 21 de janeiro | Emirados Árabes Unidos                   | 3 – 2 (pro) | Quirguistão                  | Estádio Xeique Zayed, Abu Dhabi      |
| 21:00         | Esmaeel 14' · Mabkhout 64' · Khalil 103' | Relatório   | Murzaev 26' · Rustamov 90+1' | Público: 17 784 Árbitro: CHN Fu Ming |

| 22 de janeiro | Coreia do Sul                          | 2 – 1 (pro) | Bahrein        | Estádio Maktoum bin Rashid Al Maktoum, Dubai |
| 17:00         | Hwang Hee-chan 43' · Kim Jin-su 105+2' | Relatório   | Al Romaihi 77' | Público: 7 658 Árbitro: JPN Ryuji Sato       |

| 22 de janeiro | Catar       | 1 – 0     | Iraque | Estádio Al-Nahyan, Abu Dhabi               |
| 20:00         | Al-Rawi 62' | Relatório |        | Público: 14 701 Árbitro: SIN Muhammad Taqi |

### Quartas de final
| 24 de janeiro | Vietnã | 0 – 1     | Japão          | Estádio Al-Maktoum, Dubai                                   |
| 17:00         |        | Relatório | Doan 57' (pen) | Público: 8 954 Árbitro: UAE Mohammed Abdulla Hassan Mohamed |

| 24 de janeiro | China | 0 – 3     | Irã                                        | Estádio Mohammed Bin Zayed, Abu Dhabi              |
| 20:00         |       | Relatório | Taremi 18' · Azmoun 31' · Ansarifard 90+1' | Público: 19 578 Árbitro: QAT Abdulrahman Al-Jassim |

| 25 de janeiro | Coreia do Sul | 0 – 1     | Catar     | Estádio Xeique Zayed, Abu Dhabi              |
| 17:00         |               | Relatório | Hatem 78' | Público: 13 791 Árbitro: UZB Ravshan Irmatov |

| 25 de janeiro | Emirados Árabes Unidos | 1 – 0     | Austrália | Estádio Hazza bin Zayed, Al Ain         |
| 20:00         | Mabkhout 68'           | Relatório |           | Público: 25 053 Árbitro: JPN Ryuji Sato |

### Semifinais
| 28 de janeiro | Irã | 0 – 3     | Japão                                  | Estádio Hazza bin Zayed, Al Ain          |
| 18:00         |     | Relatório | Osako 56', 67' (pen) · Haraguchi 90+1' | Público: 23 262 Árbitro: AUS Chris Beath |

| 29 de janeiro | Catar                                                | 4 – 0     | Emirados Árabes Unidos | Estádio Mohammed Bin Zayed, Abu Dhabi           |
| 18:00         | Khoukhi 22' · Ali 37' · Al-Haidos 80' · Ismail 90+3' | Relatório |                        | Público: 38 646 Árbitro: MEX César Arturo Ramos |

### Final
| 1 de fevereiro | Japão        | 1 – 3     | Catar                                | Estádio Xeique Zayed, Abu Dhabi              |
| 18:00          | Minamino 69' | Relatório | Ali 12' · Hatem 27' · Afif 83' (pen) | Público: 36 776 Árbitro: UZB Ravshan Irmatov |

## Premiação
| Copa da Ásia de 2019       |
| Catar                      |
| -------------------------- |
| QATAR Campeão (1.º título) |